# Université du Copperbelt
Pour les articles homonymes, voir CBU.
L'université du Copperbelt (The Copperbelt University ou CBU en anglais) est une université publique située à Kitwe, dans la province du Copperbelt, en Zambie.

## Historique
L'université du Copperbelt a été fondée en 1987.

## Composition
L'université du Copperbelt est composée de 7 facultés :
- Faculté d'environnement bâti
- Faculté de commerce
- Faculté d'ingénierie
- Faculté des sciences mathématiques et naturelles
- Faculté des mines et des sciences minérales
- Faculté des ressources naturelles
- Faculté d'études supérieures